# Маунт-Юніон (Айова)
Маунт-Юніон (англ. Mount Union) — місто (англ. city) в США, в окрузі Генрі штату Айова. Населення — 120 осіб (2020).

## Географія
Маунт-Юніон розташований за координатами 41°3′27″ пн. ш. 91°23′27″ зх. д. / 41.05750° пн. ш. 91.39083° зх. д. (41.057612, -91.390833).  За даними Бюро перепису населення США в 2010 році місто мало площу 0,29 км², уся площа — суходіл.

## Демографія
Згідно з переписом 2010 року, у місті мешкало 107 осіб у 43 домогосподарствах у складі 27 родин. Густота населення становила 369 осіб/км².  Було 54 помешкання (186/км²).
Расовий склад населення:
| - 100,0 % — білих |

До двох чи більше рас належало 0,0 %. Частка іспаномовних становила 3,7 % від усіх жителів.
За віковим діапазоном населення розподілялося таким чином: 32,7 % — особи молодші 18 років, 54,2 % — особи у віці 18—64 років, 13,1 % — особи у віці 65 років та старші. Медіана віку мешканця становила 35,9 року. На 100 осіб жіночої статі у місті припадало 94,5 чоловіків;  на 100 жінок у віці від 18 років та старших — 100,0 чоловіків також старших 18 років.
Середній дохід на одне домашнє господарство  становив 47 459 доларів США (медіана — 41 667), а середній дохід на одну сім'ю — 51 981 долар (медіана — 46 500). За межею бідності перебувало 26,3 % осіб, у тому числі 26,7 % дітей у віці до 18 років та 0,0 % осіб у віці 65 років та старших.
Цивільне працевлаштоване населення становило 42 особи. Основні галузі зайнятості: роздрібна торгівля — 28,6 %, виробництво — 16,7 %, фінанси, страхування та нерухомість — 11,9 %, освіта, охорона здоров'я та соціальна допомога — 11,9 %.